# Orthothecium diminutivum
Orthothecium diminutivum är en bladmossart som beskrevs av H. Crum, Steere och Lewis Edward Anderson 1964. Orthothecium diminutivum ingår i släktet glansmossor, och familjen Hypnaceae. Inga underarter finns listade i Catalogue of Life.